# 윌리엄 말로
윌리엄 말로(영어: William Marlowe, 1930년 7월 25일 ~ 2003년 2월 1일)는 영국의 배우이다.
런던에서 태어났으며 카마던에서 사망하였다.

## 영화
- 자유의 절규 (1987년)
- 이스트엔더스 (1985년)
- 크라운 코트 (1972년)
- 태양 제국의 멸망 (1969년)
- 강도 (1967년)
- 텔레마크 요새의 영웅들 (1965년)
- Z 카스 (1962년)
- 턴스 오브 글로리 (1960년)